# Túnel de Malpas

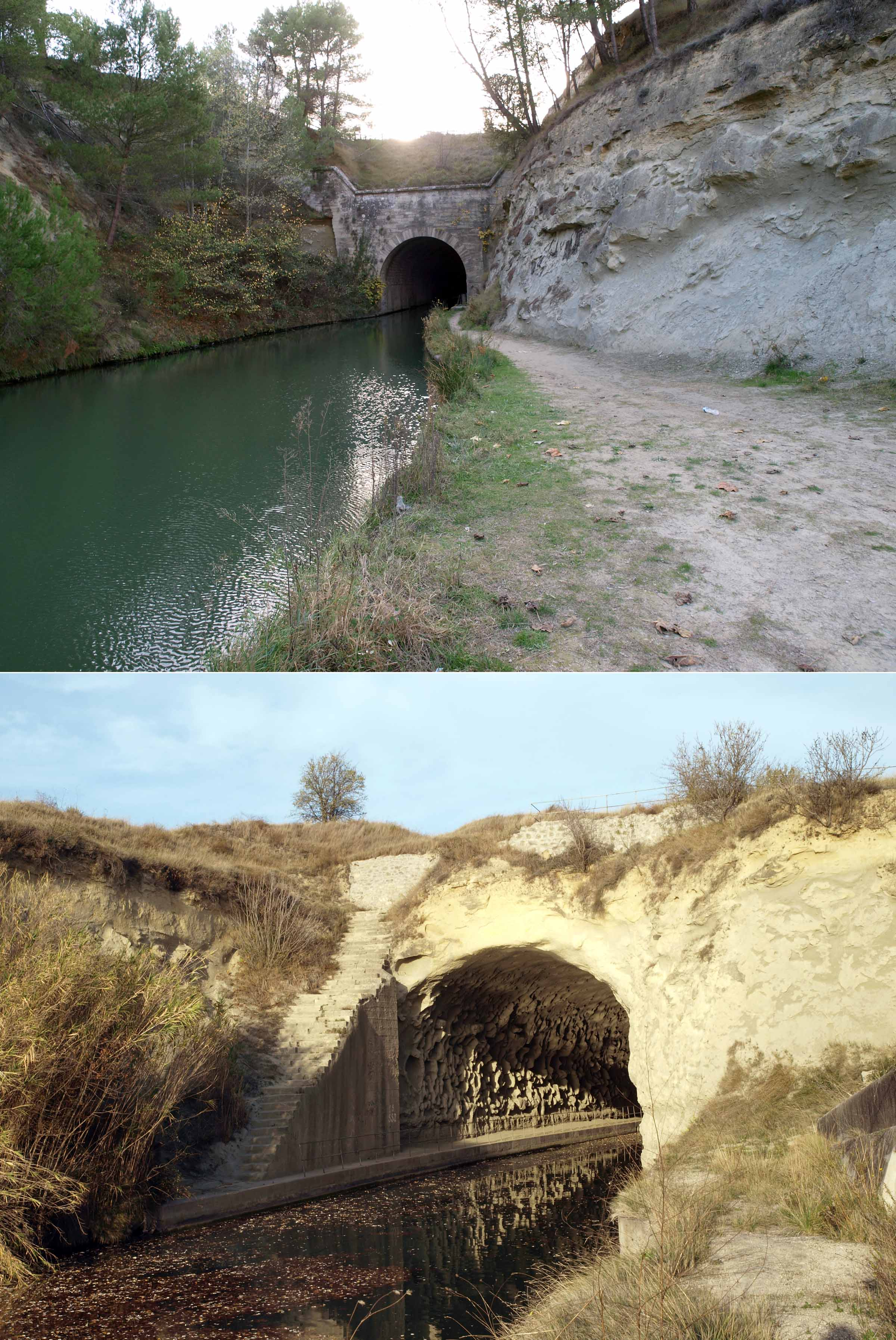
Túnel de Malpas al Canal del Migdia

El túnel de Malpas és un túnel fou creat el 1679 sota el turó d'Ausseruna (Enserune en francès) al departament de l'Erau per fer-hi passar el Canal del Migdia. És el símbol de l'obstinació de Pierre-Paul Riquet, ideòleg del canal. Es tracta del primer túnel creat per fer-hi passar un canal.
Durant els treballs del Canal del Migdia es va trobar amb el turó d'Ausseruna, cosa que era un gran inconvenient. Sota d'un sòl molt dur es trobava una muntanya de gres molt tou, subjecte a l'erosió. El primer ministre Colbert va ser alertat ràpidament d'aquesta situació i va fer aturar l'obra. Els detractors de Riquet semblava que havien aconseguit el seu objectiu, ja que s'amenaçava el conjunt del projecte per un turó. Riquet havia preferit aquest traçat que no travessar el riu Aude, tal com proposava Clerville, arquitecte de Lluís XIV. La travessa del riu era un handicap més gran, ja que l'obra era més cara i feia necessari interrompre el trànsit de vaixells.
Amb tot, Riquet va demanar al mestre d'obra Pascal de Nissan de continuar en secret els treballs, tot i els riscos d'enfonsament. En menys de 8 dies, un túnel de proves va ser foradat i sostingut per una volta cimentada de punt a punt. A Riquet només li va caldre guiar l'intendent Daguesseau al túnel que va quedar completament sorprès. Els treballs d'excavació del túnel van durar diversos mesos, des de la tardor de 1679 fins a la primavera de 1680; va ser l'últim gran projecte realitzat per Riquet, que va morir pocs mesos després. De 173 metres de llarg, 6 metres d'amplada i 8,5 metres d'alçada, amb els seus 30 arcs que sostenen la volta, aquest túnel acabava d'evitar una resclosa addicional al traçat del canal i és una mostra de l'obstinació d'un home davant dels detractors que tenia.
Sota el túnel de Malpas s'hi troben dos altres túnels que es creuen en el traçat (tot i que a nivells diferents). El primer és una galeria que permet el drenatge de l'estany de Montady del segle xiii i el túnel ferroviari de la línia Besiers-Narbona